# Windows Mail
Mail (anteriormente Windows Mail) é um cliente de e-mail desenvolvido pela Microsoft e incluído no Windows Vista e em versões posteriores do Windows. Está disponível como o sucessor do Outlook Express, que foi incluído ou lançado para o Internet Explorer 3.0 e versões posteriores do Internet Explorer.

## Windows Vista
O Windows Mail pode ser rastreado até uma versão de pré-lançamento do Outlook Express 7 incluída nas primeiras compilações do Windows Vista (então conhecido por seu codinome, "Longhorn"). O Outlook Express 7 introduziu várias mudanças na interface do usuário e contou com o WinFS para o gerenciamento e armazenamento de contatos, e-mail e outros dados. Ele suportava os protocolos de e-mail Post Office Protocol (POP) e Internet Message Access Protocol (IMAP), mas não suportava mais o esquema de correio sobre HTTP proprietário da Microsoft, uma omissão herdada pelo Windows Mail. IPv6 é totalmente suportado.
O Windows Mail foi formalmente anunciado em 16 de setembro de 2005 no Canal 9 e posicionado como o sucessor do Outlook Express. Apesar de ser marcado como o sucessor do Outlook Express, o Windows Mail é um aplicativo fundamentalmente novo com adições significativas de recursos (muitos que antes eram exclusivos do Internet Explorer ou do Microsoft Outlook) e revisões fundamentais na arquitetura de armazenamento e nos mecanismos de segurança. As identidades no Outlook Express são substituídas por perfis de usuário do Windows. O armazenamento de itens é gerenciado por um banco de dados Extensible Storage Engine — o mesmo mecanismo usado pelo Active Directory e Microsoft Exchange — com e-mail e grupos de notícias armazenados como arquivos eml e nws separados em vez de um único arquivo dbx; o banco de dados é transacional e cria periodicamente backups de itens para proteção contra perda de dados, o que elimina o design de ponto único de falha do Outlook Express. As informações de configuração da conta também não são mais armazenadas no Registro do Windows ou em um único arquivo dbx - em vez disso, o Windows Mail depende de arquivos XML armazenados em um perfil de usuário junto com o e-mail, tornando possível simplesmente copiar um armazenamento de e-mail inteiro para outra máquina. O Windows Mail oferece suporte à plataforma Windows Search, permitindo que as propriedades de conteúdo e metadados sejam indexadas e consultadas.
O Windows Mail também pretende ser uma oferta significativamente mais segura do que o Outlook Express, incluindo filtragem Bayesiana de spam, bloqueio de anexos de e-mail, funcionalidade de filtragem de lixo eletrônico do Microsoft Exchange, Filtro de Phishing do Internet Explorer 7 e bloqueio de domínio de nível superior. Todos esses recursos, excluindo a integração do Filtro de Phishing do Internet Explorer, foram incluídos no Microsoft Office Outlook 2003 como parte do Microsoft Office 2003.
O Windows Mail tem uma interface de programação de aplicativo (API) documentada com base no COM (Component Object Model). Exceto pela funcionalidade de mensagens Simple MAPI, a API do Outlook Express não estava documentada.

## Windows 7
O Windows Mail é excluído do Windows 7 em favor do Windows Live Mail, parte do Windows Essentials, no entanto, ele pode ser restaurado para o Windows 7 e posterior copiando os arquivos do Windows Mail de uma instalação/ISO do Windows Vista.

## Windows 8.x
Mail no Windows 8 e 8.1 é um aplicativo completamente novo baseado no Windows Runtime, projetado de acordo com a filosofia de linguagem de design Metro da Microsoft, como um aplicativo da Windows Store que é executado nos modos de exibição de tela inteira ou tela dividida; muitos de seus recursos estão ocultos nos botões ou na barra de aplicativos (uma barra de ferramentas inicialmente oculta) na parte inferior da tela, que é revelada clicando com o botão direito do mouse ou deslizando para cima. O Mail é atualizado independentemente do sistema operacional e vem junto com Calendário e Pessoas — não pode ser instalado ou desinstalado individualmente.
Configurações de servidor predefinidas para Outlook.com, Gmail, AOL Mail e Yahoo! Mail estão disponíveis; As contas do Exchange Server ou IMAP podem ser configuradas, mas o Mail não suporta diretamente POP3.

## Windows 10 e 11
Mail no Windows 10 e 11 tem configurações de servidor predefinidas para Outlook.com, Office 365, Gmail, iCloud e Yahoo! Mail. AOL Mail, assim como outras contas do Exchange Server e IMAP, ainda podem ser adicionadas, e o suporte a POP3 retornou. O suporte a grupos de notícias/Usenet permanece ausente. Mail e Calendar ainda são aplicativos universais do Windows e estão no mesmo contêiner de aplicativo, mas seu terceiro irmão, People, é movido para fora desse contêiner e é um aplicativo autônomo por si só.
Os usuários podem configurar o Mail para usar o tema do sistema ou escolher uma cor de destaque personalizada, imagem de fundo e preferência claro/escuro. Tem suporte a várias janelas e pode abrir mensagens de e-mail em uma nova janela. Os e-mails são listados na lista de atalhos do Mail. O Mail usa um painel de configurações, ferramentas de classificação de e-mail no segundo painel e uma barra de ferramentas no painel de visualização. Como a versão Vista do Mail, os controles importantes desta versão são facilmente visíveis. As contas podem ser agrupadas e rotuladas novamente, e pastas personalizadas podem ser criadas, editadas ou excluídas no aplicativo. É possível usar aliases e @menções do Outlook.com com o Mail.
Assim como o Microsoft Outlook, o Mail permite que os usuários configurem Ações Rápidas, como Excluir, Definir Sinalizador e Arquivar, para responder a mensagens de notificações do sistema e gestos de furto.
Em dezembro de 2019, o Mail adicionou anúncios não removíveis para o aplicativo móvel Microsoft Outlook.

## Herança
Assim como o Microsoft Outlook e o Outlook Express, o Mail usa Ctrl  + E para invocar a pesquisa. Todos os outros produtos da Microsoft usam Ctrl  + F.